# Jean de Reyn
Jean de Reyn (in fiammingo Jan van Ryn o van Rijn) (Bailleul, 1610 circa – Dunkerque, 1678) è stato un pittore fiammingo.

## Biografia
Allievo e collaboratore di Antoon van Dyck, seguì il maestro a Londra. Entrato al servizio del duca di Gramont, che sposò Miss Hamilton, si recò prima a Parigi e poi a Dunkerque, dove morì.
Il suo stile riflette quello di van Dyck, tanto nei ritratti che nelle composizioni religiose.

### Opere

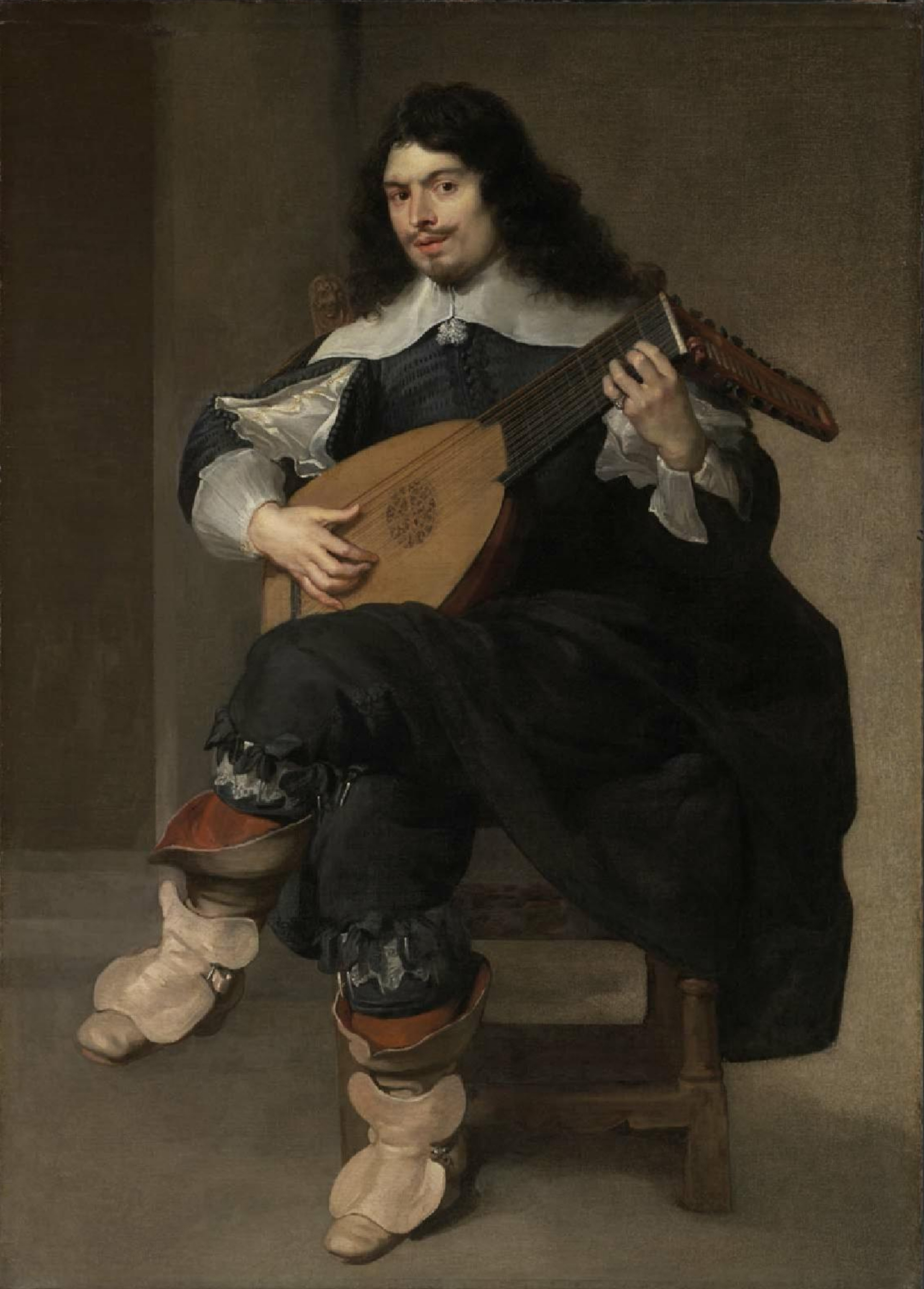
Ritratto del compositore Jacques de Gallot

- Ritratto di donna, 1637, Musei reali dell'arte e della storia, Bruxelles
- Ritratto d'uomo, Museo di Belle Arti, Dunkerque
- Ritratto dell'ammiraglio Rombout, Museo di Belle Arti, Dunkerque
- Ritratto dell'ammiraglio Colaert con la moglie, Museo di Belle Arti, Dunkerque
- Adorazione dei Magi, 1641, Bergues
- Martirio dei quattro coronati, 1656, Cattedrale di Saint Eloi a Dunkerque